# Anna Marciniak-Kajzer
Anna Helena Marciniak-Kajzer (ur. 1961) – polska archeolog, profesor nauk humanistycznych.

## Życiorys
W 1985 r. ukończyła studia archeologii polskiej i powszechnej na Uniwersytecie Łódzkim, w 1999 r. obroniła pracę doktorską pt. Fundacje architektoniczne oraz inne inwestycje budowlane małopolskich Leliwitów w średniowieczu, której promotorem był prof. Andrzej Nowakowski w 2011 r. habilitowała się na podstawie pracy zatytułowanej Średniowieczny dwór rycerski w Polsce. Wizerunek archeologiczny. W 2022 r. uzyskała tytuł profesora nauk humanistycznych.
Jest pracownikiem naukowym na Uniwersytecie Łódzkim oraz należy do Komisji do spraw Stopni Naukowych Dyscypliny – Archeologii i Filozofii UŁ.